# Ранжирна станица
Ранжирна станица је железничка станица у којој се састављају и растављају теретни возови и која је опремљена посебном групом колосека за отпремање и маневрисање. 
Притом се користе локомотиве маневарке за вучу и гурање теретних вагона.
Скретнице служе, како би се из појединачних вагона или група вагона, створила железничка теретна композиција, то јест нови воз, у којем сви вагони иду у истом правцу према свом одредишту ка другој ранжирној или теретној станици. 
Ако су ранжирне станице велике по површини које заузимају, деле се у паркове како би се лакше вагони могли сврстати према одредиштима. 